# Château de Joch
Le château de Joch (en catalan, Castell de Jóc) est un château-fort médiéval situé à Joch, dans l'Est des Pyrénées.
Le château est habité dès le XIe siècle, peut-être le Xe siècle, mais les bâtiments actuels ne remontent pas au-delà du XIVe siècle.